# 송우주 (미스코리아)
송우주(宋宇宙, 1993년 6월 11일 ~ )는 2015년 미스코리아 경기 참가 대한민국 대학생이다. 종교는 불교이다.
서울에서 출생하였으며 그녀의 현재 주요 거주지도 서울이다.

## 생애

### 입상 경력
- 2015년 미스코리아 경기 본선 태양광업체JSPV 협찬상 수상.
- 2016년 미스코리아 충북-세종 본선 HP&C 협찬상 수상.

### 학력
- 가좌고등학교 졸업
- 서경대 연기과 중퇴
- 경희대학교 일어일문학과 편입

### 이외 경력
- 2016년 이후 CF 광고 모델 활약.

## 출연작

### CF 광고
- 2016년 《대한민국 보건복지부 제공 공익 광고 - 파킨슨 병과 알츠하이머 병도 이제는 모두 국가 질병》

### TV 프로그램
- 2017년 티캐스트 TV 《내 딸의 남자들 - 아빠가 보고 있다 - 시즌 4》